# Weberocereus tunilla subsp. biolleyi
Weberocereus tunilla subsp. biolleyi ist eine Unterart der Pflanzenart Weberocereus tunilla in der Gattung Weberocereus aus der Familie der Kakteengewächse (Cactaceae). Das Epitheton biolleyi ehrt den Schweizer Lehrer und Naturforscher Paul A. Biolley (1862–1908).

## Beschreibung
Weberocereus tunilla subsp. biolleyi ist ein reich verzweigter Epiphyt und wächst strauchig, kriechend oder kletternd. Die sehr langen und schlanken, hängenden  Triebe sind bräunlich rot. Sie sind drehrund oder stumpf kantig, bis zu 80 Zentimeter lang und weisen Durchmesser von 7 bis 15 Millimeter auf. Die darauf befindlichen kleinen Areolen stehen mehrere Zentimeter voneinander entfernt. Dornen werden meist nicht ausgebildet. Nur selten sind ein bis drei feine vorhanden.
Die glockenförmigen Blüten sind außen gelblich grün bis rötlich braun und innen hellrosafarben. Die äußeren Blütenhüllblätter sind fleischig. Das Perikarpell ist mit weißen Dornen besetzt. Die nahezu kugelförmigen, rosafarbenen Früchte duften nicht. Sie besitzen einen Durchmesser von  2,2 Zentimeter und eine Länge von bis zu 2,5 Zentimeter. Ihr Fruchtfleisch ist purpurfarben.

## Verbreitung und Systematik
Weberocereus tunilla subsp. biolleyi ist in Costa Rica in den Provinzen Alajuela, Heredia und Limón sowie in Panama in den Provinzen Bocas del Toro, Colón, Panamá und eventuell Darién von Meeresspiegelhöhe bis in Höhenlagen von bis zu 750 Metern (selten bis zu 1600 Metern) verbreitet.
Die Erstbeschreibung als Rhipsalis biolleyi erfolgte 1902 durch Frédéric Albert Constantin Weber. Ralf Bauer stellte die Art 2003 als Unterart zur Art Weberocereus tunilla. Weitere nomenklatorische Synonyme sind Cereus biolleyi F.A.C.Weber (1903) und Weberocereus biolleyi (F.A.C.Weber) Britton & Rose (1909).

## Nachweise